# 덴진 산성 (도야마현)

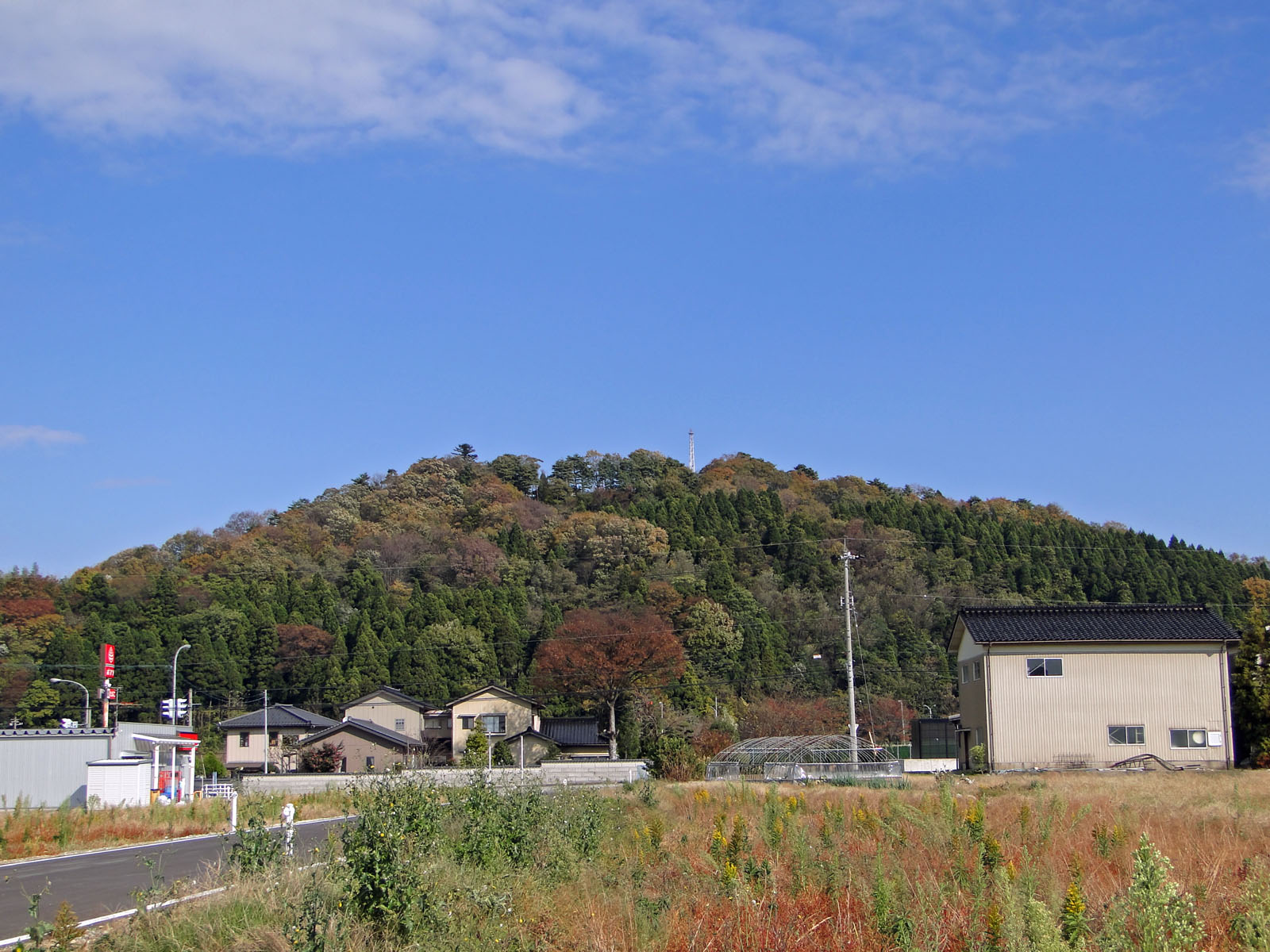

덴진 산성(일본어: 天神山城 덴진야마조[*])은 도야마현 우오즈시 덴진 산에 있었던 산성으로 하기 성(萩城)이라는 이명을 가지고 있다.

## 역사
센고쿠 시대인 1554년 마쓰쿠라 성의 지성으로 축성되었다. 성의 범위는 현재 긴타로 온천 부근까지였을 것으로 추측된다. 아즈치모모야마 시대에는 우에스기 겐신이 엣추 공략의 거점으로 나가오 가게나오를 성주로 파견했으며, 1582년 우오즈 성 전투에서 있어서는 우에스기 가게카쓰가 입성하였다. 혼노지의 변 후, 마에다 도시이에의 가신 아오야마 사토노카미, 분고노카미 부자가 성의 관리를 위해 파견된 후, 얼마 뒤 폐성되었다.
현재 가타카이 강에 면한 성루와 성 주변에 팠던 구덩이 등이 남았다. 또, 산 정상부에서는 야요이 시대의 토기가 출토되었으며, 성터 주변은 우오즈 역사 민속박물관, 덴진야마 온천 등이 있다.
아울러 덴진 산은 예부터 마쓰오 산(松尾山)이라고 불렸지만, 무로마치 막부 쇼군 아시카가 요시키가 난을 피해 이곳 쇼센지(小川寺)에 몸을 의탁한 후, 수호신인 스가와라 미치자네(菅原道真)의 제를 지냈기 때문이다. 스가와라 미치자네는 간코(菅公), 덴진(天神)으로 불리고 있으며 덴만 궁(天満宮)이라는 신사에서 그의 제를 지낸다. 학문의 신으로 알려져 있다.

## 관광
교통
- JR 서일본 우오즈역에서 버스로 환승〈덴지야마 온천〉에서 하차, 도보로 5분소요.

주변 문화시설 및 관광명소
- 덴진야마 온천
- 우오즈 역사 민속박물관

## 같이 보기
- 우오즈 성 전투
- 마쓰쿠라 성 (도야마 현)